# Alden Sanborn
Alden Reamer Sanborn –conocido como Zeke Sanborn– (Jefferson, 22 de mayo de 1899-Charlotte Hall, 1 de diciembre de 1991) fue un deportista estadounidense que compitió en remo. Participó en los Juegos Olímpicos de Amberes 1920, obteniendo una medalla de oro en la prueba de ocho con timonel.

## Palmarés internacional
| Juegos Olímpicos | Juegos Olímpicos  | Juegos Olímpicos | Juegos Olímpicos |
| Año              | Lugar             | Medalla          | Prueba           |
| ---------------- | ----------------- | ---------------- | ---------------- |
| 1920             | Amberes (Bélgica) | Medalla de oro   | Ocho con timonel |